# Festuca pseudovaria
Festuca pseudovaria là một loài thực vật có hoa trong họ Hòa thảo. Loài này được Vetter mô tả khoa học đầu tiên năm 1950.